# The Secret River
The Secret River es un drama transmitido del 14 de junio del 2015 hasta el 21 de junio del 2015 por medio de la cadena ABC. La miniserie fue una adaptación de la premiada novela The Secret River de la autora australiana Kate Grenville.

## Historia
La miniserie se centró en un joven y su esposa que deciden mudarse a la nueva colonia de Nueva Gales del Sur en 1805. Dramatiza la colonización de Australia y como va en aumento el conflicto entre los habitantes indígenas originales y los colonos blancos recién llegados.

## Personajes

### Personajes principales
| Actor                | Personaje                | N.º de episodios | Temporada |
| -------------------- | ------------------------ | ---------------- | --------- |
| Oliver Jackson-Cohen | William "Will" Thornhill | 2                | 2015      |
| Sarah Snook          | Sal Thornhill            | 2                | 2015      |
| Lachy Hulme          | Thomas Blackwood         | 2                | 2015      |
| Genevieve Lemon      | Mrs. Herring             | 2                | 2015      |
| Trevor Jamieson      | Grey Beard / Gumang      | 2                | 2015      |
| Tim Minchin          | Smasher Sullivan         | 2                | 2015      |

### Personajes recurrentes
| Actor                | Personaje           | N.º de episodios | Temporada |
| -------------------- | ------------------- | ---------------- | --------- |
| Huw Higginson        | Alexander King      | 2                | 2015      |
| Rory Potter          | Willie Thornhill    | 2                | 2015      |
| Finn Scicluna-O'Prey | Dickie Thornhill    | 2                | 2015      |
| Angus Pilakui        | Long Bob (Durunung) | 2                | 2015      |
| Rhys Muldoon         | Lord Loveday        | 2                | 2015      |
| Samuel Johnson       | Saggity             | 2                | 2015      |
| Heath Bergersen      | -                   | 2                | 2015      |
| Leila Gurruwiwi      | Mallabu             | 2                | 2015      |
| Heath Bergersen      | -                   | 2                | 2015      |
| Katherine Kelly      | Mrs. Webb           | 2                | 2015      |
| Adrian Pickering     | Lavender Brother    | 2                | 2015      |

## Episodios
La miniserie estuvo conformada por dos episodios.  

## Premios y nominaciones
| Año  | Categoría                                         | Premio             | Nominados                                                                          | Resultado |
| ---- | ------------------------------------------------- | ------------------ | ---------------------------------------------------------------------------------- | --------- |
| 2016 | Most Outstanding Supporting Actor                 | Silver Logie Award | Tim Minchin                                                                        | Ganó      |
| 2016 | Most Outstanding Miniseries or Telemovie          | Silver Logie Award | The Secret River                                                                   | Ganó      |
| 2016 | Best Lead Actress – Drama                         | AACTA Award        | Sarah Snook                                                                        | Nominada  |
| 2016 | Best Lead Actor – Drama                           | AACTA Award        | Oliver Jackson-Cohen                                                               | Nominado  |
| 2016 | Best Guest or Supporting Actor – Drama            | AACTA Award        | Lachy Hulme                                                                        | Nominado  |
| 2016 | Best Telefeature, Mini Series or Short Run Series | AACTA Award        | Stephen Luby                                                                       | Nominado  |
| 2016 | Best Cinematography in Television                 | AACTA Award        | Bruce Young                                                                        | Nominado  |
| 2016 | Best Original Music Score in Television           | AACTA Award        | Burkhard Dallwitz                                                                  | Nominado  |
| 2016 | Best Production Design in Television              | AACTA Award        | Herbert Pinter                                                                     | Ganó      |
| 2016 | Best Costume Design in Television                 | AACTA Award        | Edie Kurzer                                                                        | Nominado  |
| 2015 | Best Music for a Mini-Series or Telemovie         | Screen Music Award | Burkhard von Dallwitz                                                              | Ganó      |
| 2015 | Television: Mini-Series – Adaption                | AWGIE Award        | Jan Sardi y Mac Gudgeon                                                            | Ganaron   |
| 2015 | Best Achievement in Sound for a Tele-Feature      | ASSG Award         | Keith Thomas, Livia Ruzic, Gerry Long, Burkhard von Dallwitz, Christian Scallan... | Nominados |

## Producción
En el 2013 se anunció que la ABC adaptaría The Secret River para la televisión.
La miniserie fue producida por Stephen Luby de Ruby Entertainment y dirigida por Daina Reid. Fue adaptada para la televisión por Jan Sardi y Mac Gudgeon.
El 2 de julio de 2014 se anunció que la miniserie había comenzado sus producciones. The Secret River se rodó durante ocho semanas en distintas localizaciones de Victoria, Australia y el río Hawkesbury al norte de Sídney.